# ريغي واين
ريغي واين (بالإنجليزية: Reggie Wayne)‏ (و. 1978  م) هو لاعب كرة قدم أمريكية، من الولايات المتحدة، ولد في نيو أورلينز، يلعب كمستقبل واسع ‏.

## التعليم
تعلم في John Ehret High School ‏.

## وصلات خارجية
- ريغي واين على موقع إي إس بي إن.كوم (أن.أف.أل)3
- ريغي واين على موقع مرجع كرة القدم المحترفة.كوم (الإنجليزية)

- ريغي واين على موقع IMDb (الإنجليزية)